# 帕塔比拉马·雷迪
帕塔比拉马·雷迪(1919年2月19日 - 2006年5月6日) 是一位印度电影编剧、电影制片人、泰盧固語和卡納達語電影導演、社会活动家、诗人和作家。 帕塔比拉马·雷迪的作品曾获得三项印度國家電影獎。  帕塔比拉马·雷迪反對紧急状态，他的電影作品也一度被禁。 